# Linha de Kikuchi

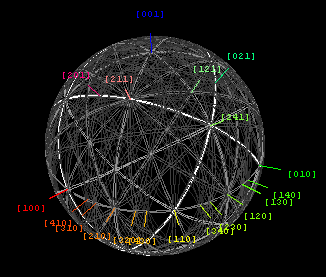
Mapa de pares de linhas de Kikuchi abaixo de 1/1Å para elétrons de 300 keV em safira hexagonal sapphire (Al_{2}O_{3}), com algumas intersecções rotuladas.

Pares de Linhas de Kikuchi formam bandas (faixas) em difração de elétrons a partir de espécimes de um cristal único, para servir como "rotas em orientação espacial" para microscopistas não certos do que estão observando. Em microscópios eletrônicos de transmissão, elas são facilmente vistas em difração das regiões de um espécime de espessura suficiente para dispersão múltipla. Diferentemente de pontos de difração, que piscam e desligam à medida que se inclina o cristal, bandas de Kikuchi marcam a orientação no espaço com cruzamentos bem definidos (chamados de zonas ou polos), bem como os caminhos conectam uma intersecção à próxima.[carece de fontes?]
Mapas experimentais e teóricos da geometria de banda de Kikuchi, assim como seus análogos de espaço direto e.g. contornos de flexão, padrões de canalização de elétrons, e mapas de visibilidade marginais são ferramentas cada vez mais úteis em microscopia eletrônica de materiais cristalino e nanocristalinos.